# Cangas (Lalín)
Cangas (oficialmente Santa Mariña de Cangas) es una parroquia española del municipio de Lalín, perteneciente a la provincia de Pontevedra, en la comunidad autónoma de Galicia.

## Historia
Hacia mediados del siglo XIX, el lugar, ya por entonces perteneciente a Lalín, tenía contabilizada una población de setenta habitantes. Aparece descrito en el quinto volumen del Diccionario geográfico-estadístico-histórico de España y sus posesiones de Ultramar de Pascual Madoz con las siguientes palabras:

CANGAS (Sta. Maria de): felig. en la prov. de Orense (10 leg.), part. jud. y ayunt. de Lalin (1/2), dióc. de Lugo (9 1/2): sit. á la izq. del r. Arnego, con buena ventilacion, y clima sano. Comprende los l. de Cancelas, Iglesia y Montrigo, que reunen 15 casas. La igl. parr. dedicada á Ntra. Sra., es aneja de la de Santiago de Sello, con la cual confina, y con las de Rodis, Cadron y Erbó. El terreno participa de monte y llano, es de buena calidad, y abunda en fuentes que aprovechan los vecinos para su gasto doméstico, y otros objetos. Ademas de los caminos locales, cruza por el término el que dirije á la cap. del part., y desde aqui á Orense, Pontevedra y otros puntos. El correo se recibe en Lalin. prod.: cereales, legumbres, castaña, hortaliza, frutas y leña para combustible, con abundantes yerbas de pasto para alimento del ganado vacuno, caballar, de cerda, lanar y cabrio; hay caza de varias especies, y mucha pesca. pobl.: 15 vec., 70 alm. contr.: con su ayunt. (V.)
(Madoz, 1846, p. 453)

En 2022, tenía empadronados 75 habitantes.